# Txalbukhan
Txalbukhan (en rus: Чалбухан) és un poble (possiólok) de l'óblast de Magadan, a Rússia, que el 2015 no tenia cap habitant. Fou fundat a mitjans de la dècada del 1940. El topònim, manllevat al riu homònim, és even.